# ジョン・モホーク
ジョン・C・モホーク（1944年 － 2006年12月10日）は、アメリカ・インディアンの民族運動家、酋長、ジャーナリスト、作家、教育者、歴史家。

## 来歴
1945年、合衆国ニューヨーク州にある「ハウデノサウニー」（イロコイ連邦）のセネカ族の保留地のひとつ、「カッタラウガス・インディアン保留地」で、「亀の氏族」の伝統派長老であるアーニーとエルシーのモホーク夫妻の間に生まれた。
長年にわたり、全世界の先住民と連携してその権利問題、環境破壊、人種差別、気候変動、植民地化、イラク戦争、反暴力、グローバリズムなどを主題に、多岐にわたる評論と国際的政治活動を続けた。その一方で「6部族国家イロコイ連合大会議」のメンバーとして伝統的な「ロングハウス」での大会議に加わり、儀式の重要人物、また伝統的な部族の歌の歌い手でもあった。
ゴウォンダ高校を卒業後、1968年にハートウィック大学で歴史の学士号を取得。1970年にニューヨーク州立大学バッファロー校（UB）大学院のプログラムでインディアンの歴史学研究を開始した。
1973年、「アメリカインディアン運動」、ラコタ・スー族による「ウーンデッド・ニー占拠抗議」に賛同した6部族国家の代表団に加わり、オレン・リヨンズらとともにサウスダコタ州パインリッジ・インディアン保留地の「ウーンデッド・ニー」を表敬訪問し、調停役を務める。
1977年、ジョンはハウデノサウニーの文化発展のため、「七世代基金」と、「インディアン法律補助センター」の創立に携わり、その取締役に就任した。1978年には、スイス・ジュネーブで開催された国際先住民会議にハウデノサウニー代表団の一人として参加し、国際法基準確立のための会議に出席した。1980年、「アメリカ・イラン危機解消委員会」の一人として、イランのテヘランに赴いて和平交渉を務めた。
1981年、カナダ・ケベック州がポイント・ラクエッテにあるモホーク族の領土「オカ」を侵犯し、モホーク族と武力衝突となった「オカの危機」で、交渉者を務めた。また「サラマンカ・土地賃貸委員会」のメンバーとしてセネカ族国家の領土返還運動に関わり、1988年には交渉役として「サラマンカ調停法」成立に尽力した。また「セネカ族国家計画委員会」及び「投資委員会」の委員を務め、コロンビア、イランの紛争を終わらせるため、ハウデノサウニーを代表して両国で交渉を行っている。
1987年、ニューヨーク州立大学バッファロー校（UB）の「UB学部」のメンバーとなり、アメリカ史研究で1989年にPh.D.、1994年に修士となった。1999年から2002年にかけて「UBセンター」で、「アメリカインディアン学生プログラム」の共同責任者となった。この「UBセンター」はその後、「アメリカ研究学部」に発展し、ジョンはこの学部の議長を2002年から2年間務めた。大学では、インディアンを始めとする先住民の権利について、多数の著作と講演を行った。またニューヨーク州教育局で、学校教科書のインディアン記述について助言役を務めた。
1992年、ハートウィック大学から文学の名誉学位として名誉博士の称号を贈られた。
2006年12月10日、ニューヨーク州バッファローの自宅で死去。61歳だった。葬儀は6日後に行われ、遺体はカッタラウガス・インディアン保留地の「セネカ国墓地」で、妻イボンヌの隣に埋葬された。

## スロー・フード運動
「食」に情熱的なこだわりのあったジョンは、地元の食材と伝統料理こそ、インディアンの抱える糖尿病や心臓疾患、肥満（ジョン本人も肥満型だった）の予防に最適であるとして、保留地を中心としたインディアンの伝統食による国際的なスローフード運動に取り組んだ。
ジョンはこの運動の実践として、1997年にカッタラウガス保留地の農場で、夫妻で「イロコイ白いトウモロコシ計画」（IWCP）と「松の木のカフェ」（Pinewoods Cafe）を設立し、イロコイの伝統食材を販売促進することで、保留地の農業を支援し、伝統的な作物を蘇らせる効果をあげている。このスローフードの取り組みが評価され、ジョンは2002年にニューメキシコ大学の「健康科学センター」と「メディスン学校」、医学部大学の第34回年次学位授与式での講演に招かれている。

## 著作
ジョンはニュース誌『Daybreak』の編集を1987年から1995年まで務め、またインディアンのジャーナル誌『Akwesasne Notes Magazine』を創設し、1967年から1983年まで編集者を務めた。双方とも、報道賞を受賞している。母国「ハウデノサウニー」の、会議場「ロングハウス」での合議による和平調停のシステムをもとに世界情勢や和平を語ったものが多い。
- 『Basic Call to Consciousness』（1977年）

ジョンやオレン・リヨンズら『Akwesasne Notes』スタッフが編纂。ヨーロッパ社会からインディアン民族が受けてきた抑圧と、平和的「国連」の元祖である「ハウデノサウニー」の歴史を解説する。1977年、スイス･ジュネーブの国連会議に寄稿された。
- 『Exiled in the Land of the Free』（オレン・リヨンズとの共同編集、1992年）
- 『Utopian Legacies: A History of Conquest and Oppression in the Western World』（「ユートピアの遺産・西洋世界の征服と弾圧の歴史」、2000年）

この本の中で、ジョンは千年以上にもわたって現代も続く民族浄化は、ヨーロッパ白人社会の理想に根ざしているとし、「愛」を説く宗教が大虐殺を正当化し、ユートピア的思想が現在のグローバリズムや戦争、虐殺、経済的支配、植民地化の根拠となっているとの逆説的な指摘を行っている。
- 『Iroquois Creation Story: John Arthur Gibson and JNB Hewitt's Myth of the Earth Grasper』（2005年）

先端のコンピューター施設の中で、ジョンはアメリカインディアン史の研究、講義にコンピューター技術を活用した。『裏切りの征服：現代の人種紛争年代記』は、マルチメディアのCD-ROMを採用した学究プロジェクトだった。

## 発言
ジョンが死の前年の、2005年冬に発表した『The Warriors Who Turned to Peace』は、「対テロ戦争」を掲げる合衆国に対して、「ハウデノサウニー」の戦士たちが「ピースメイカー」の調停を通して互いに殺し合うのを止めた故事を挙げて、強い和平のメッセージを訴えている。

## 家族
妻イボンヌ・ディオン＝バッファロー（クリー族サムソン・バンド出身、2005年死去）も、ジョンと同じニューヨーク州立大学バッファロー校（UB）Ph.D.で、「アメリカ研究学部」のメンバーだった。
妻イボンヌとの間に、タロンウェとフォレストの兄弟、シャーリーン・ブルックスとリサ＝マリー・スピヴァクの姉妹の合わせて2男2女がいる。姉妹は母と同じクリー族サムソン・バンドであり、リサ＝マリーは「UB」の研究員である。